# 戈頓鎮區 (明尼蘇達州格蘭特縣)
戈頓鎮區（英語：Gorton Township）是位於美國明尼蘇達州格蘭特縣的一個行政鎮區。

## 地方資料
戈頓鎮區的面積為89.55平方千米，當中陸地面積為89.55平方千米，而水域面積為0.00平方千米。根據2020年美國人口普查的數據，當地共有人口49人，而人口密度為每平方千米0.55人。